# Вэй (Чуньцю)
Вэй (кит. трад. 衞, упр. 卫, пиньинь Wèi) — вассальское царство эпохи Чжоу, основанное как одно из трёх владений Чжоу на месте столичного региона (畿) покорённой династии Шан, со столицей в Чжаогэ (бывшая столица Шан).
История Вэй демонстрирует ослабевание и гибель дома Чжоу: от основания империи, через раздробленность эп. Чуньцю, к хаосу периода Воюющих Царств и новой имперской эпохе Цинь-Хань. Правители Вэй нуждались в поддержке гегемонов, понижались в звании (от гун к хоу и цзюнь), однако номинально царство сохранилось даже после смерти Цинь Шихуана. Конец существованию Вэй был положен лишь его сыном, в 209 году до н. э.
В позднюю эпоху своего существования Вэй 衞 входило в состав царства Вэй 魏 (в англ. орфографии омонимия иногда избегается: Wei vs Wey)